# Theodor von Hörmann

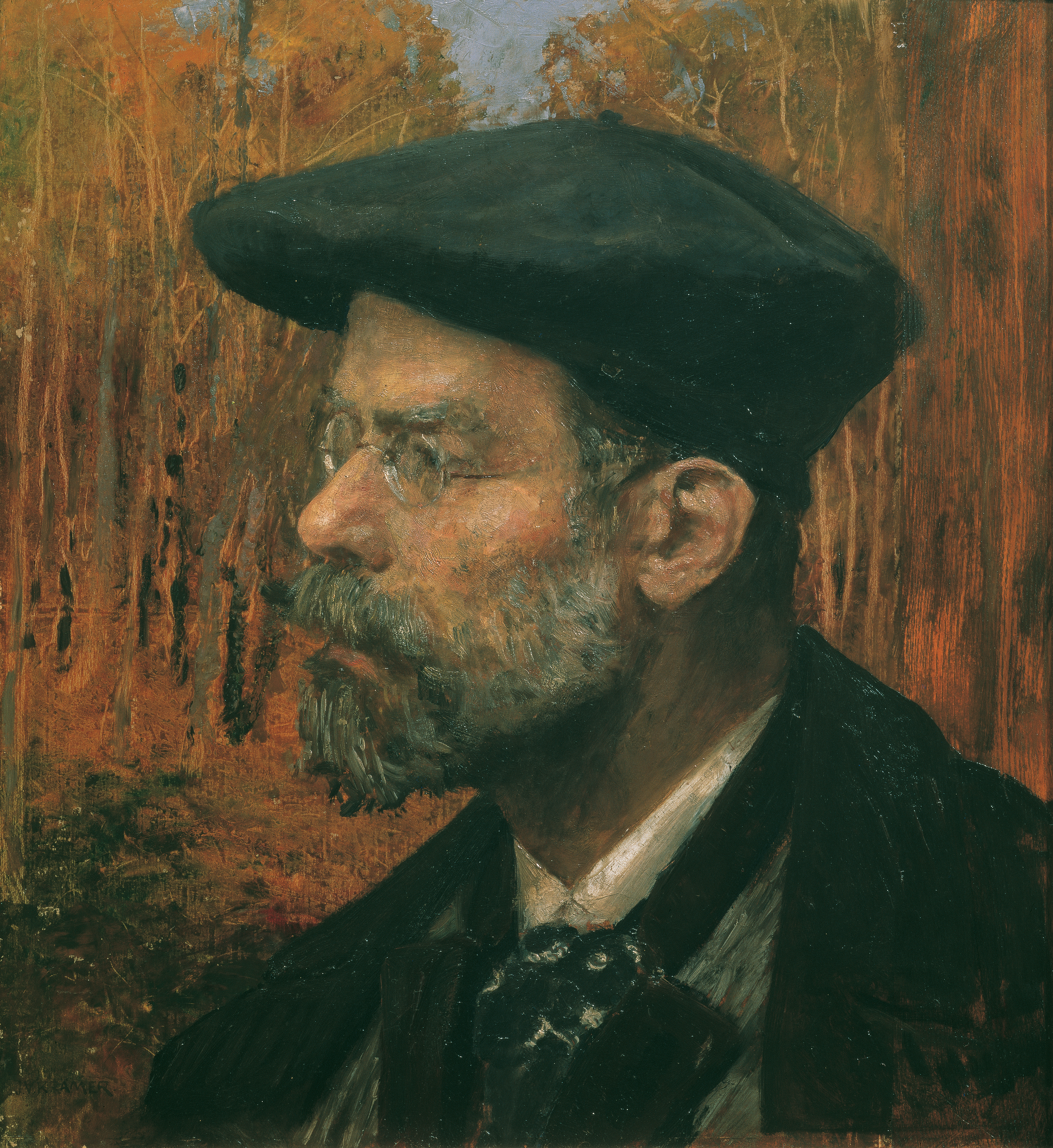
Johann Victor Krämer: Der Maler Theodor von Hörmann, 1896

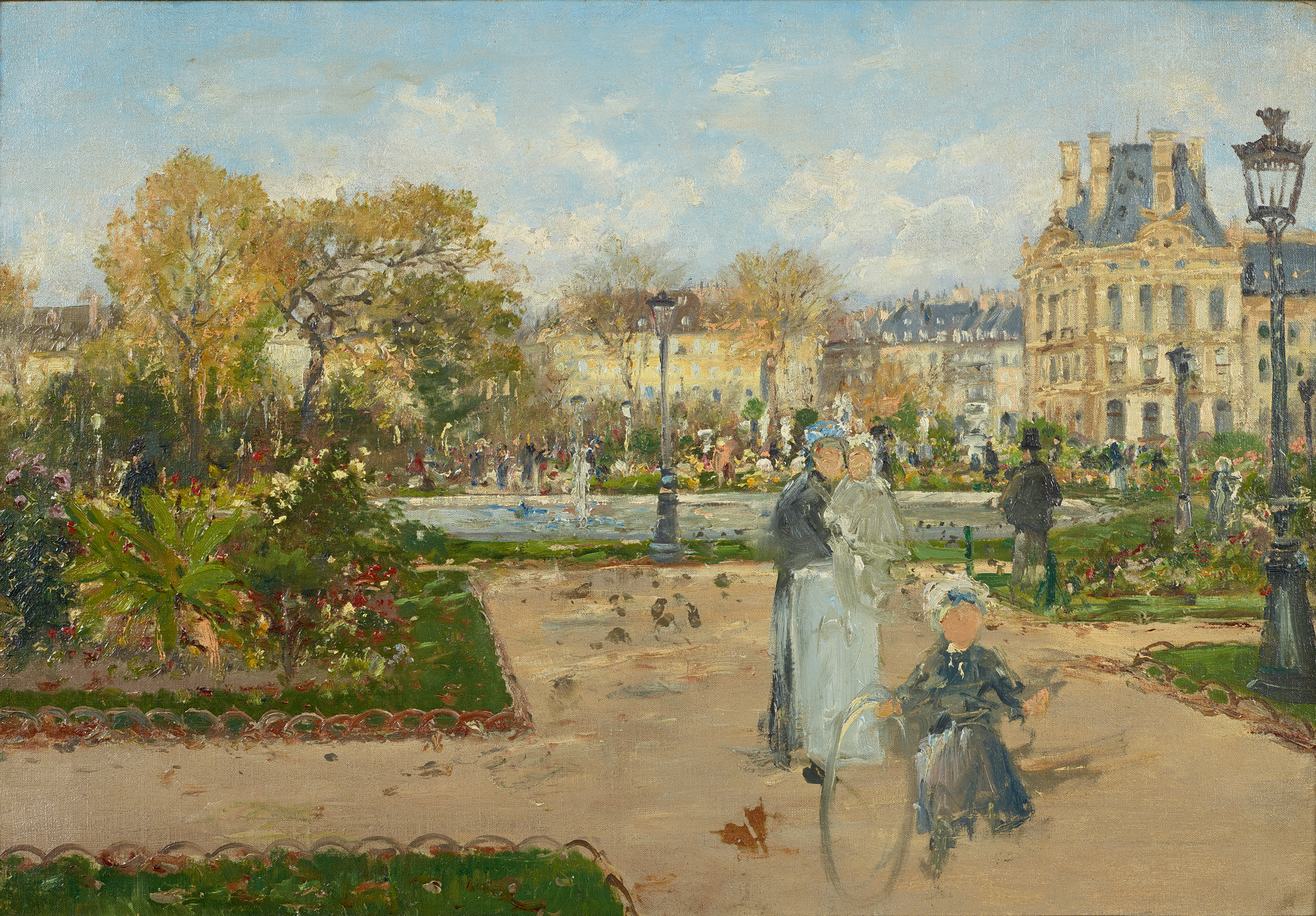
In den Tuilerien, um 1888, Belvedere, Wien

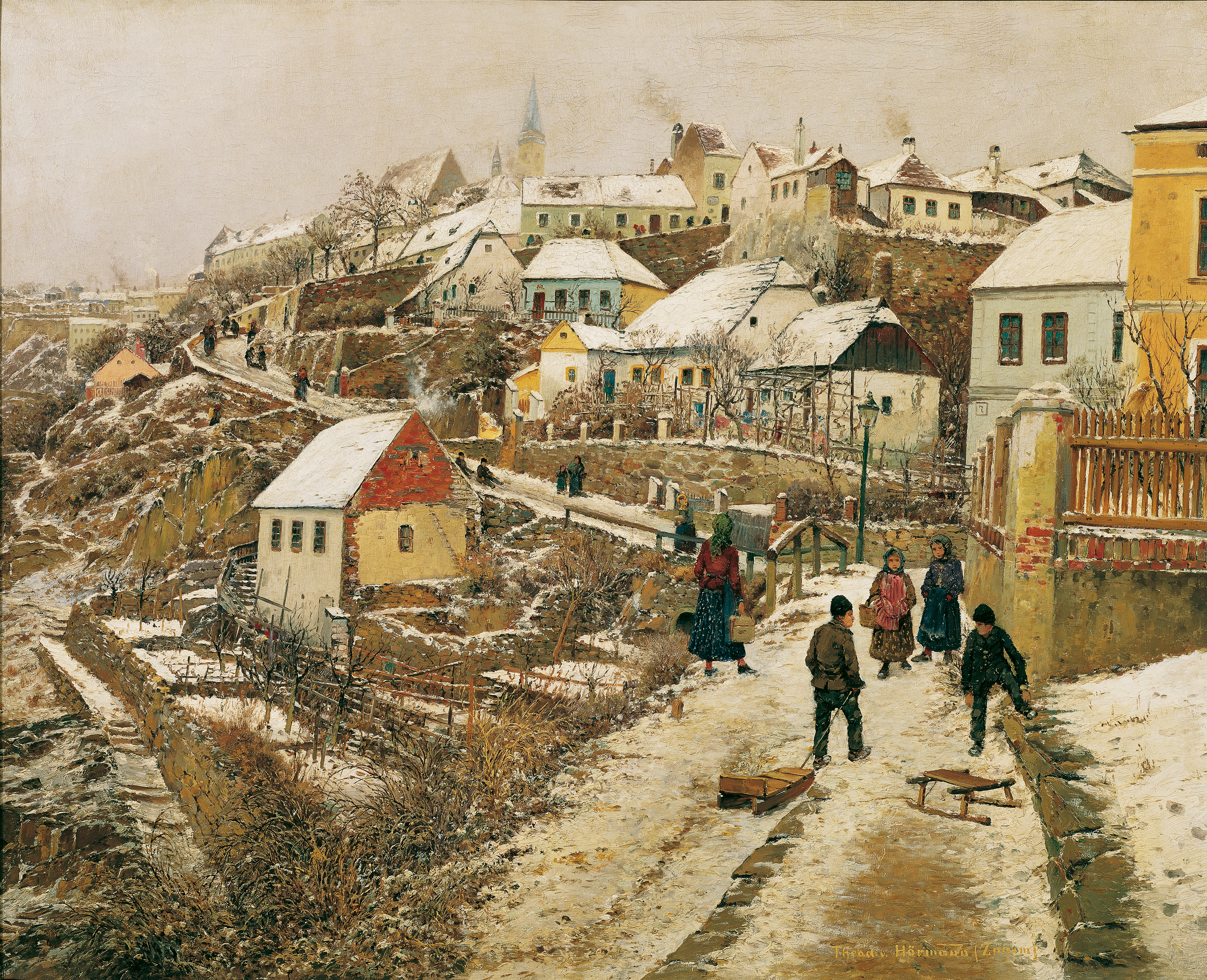
Znaim im Schnee II, um 1892, Belvedere, Wien

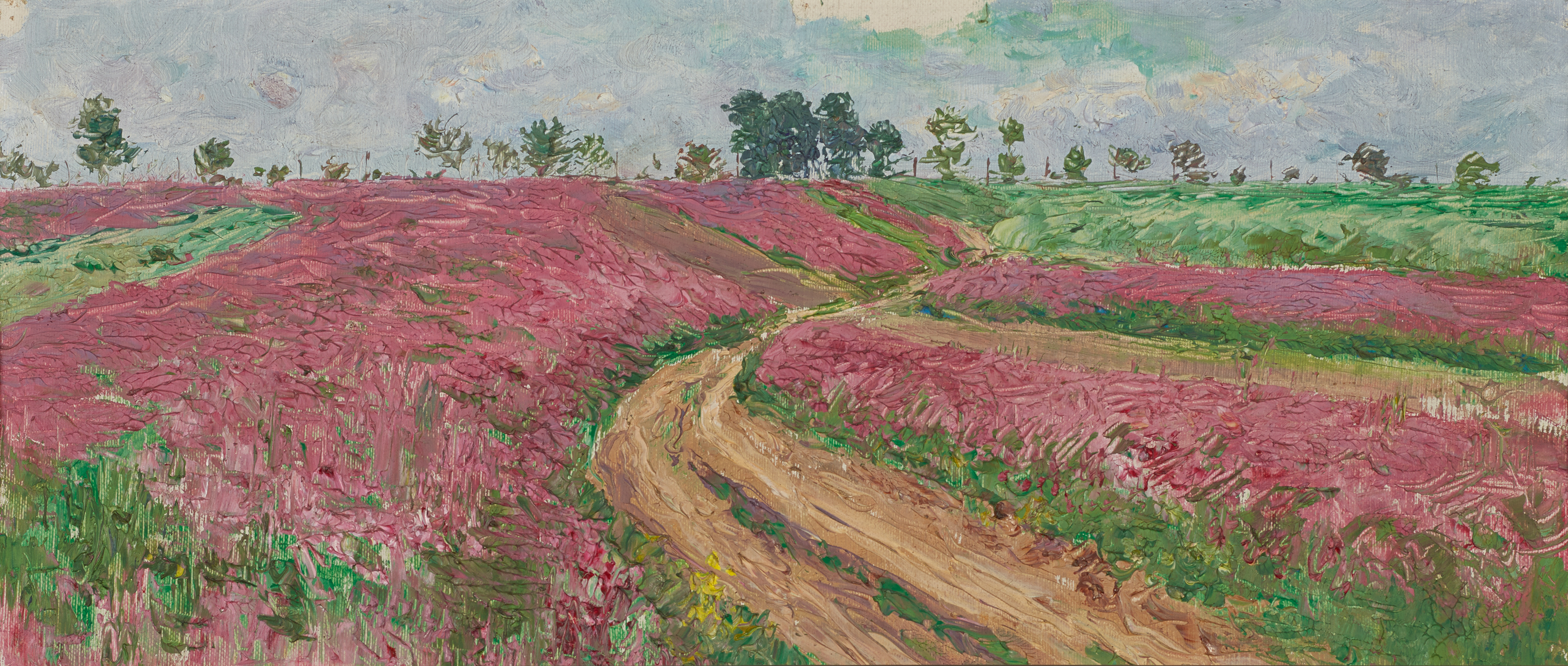
Esparsettenfeld bei Znaim II, um 1893, Belvedere, Wien

Theodor Hörmann von Hörbach (* 13. Dezember 1840 in Imst, Tirol; † 1. Juli 1895 in Graz) war ein österreichischer Landschaftsmaler.

## Leben

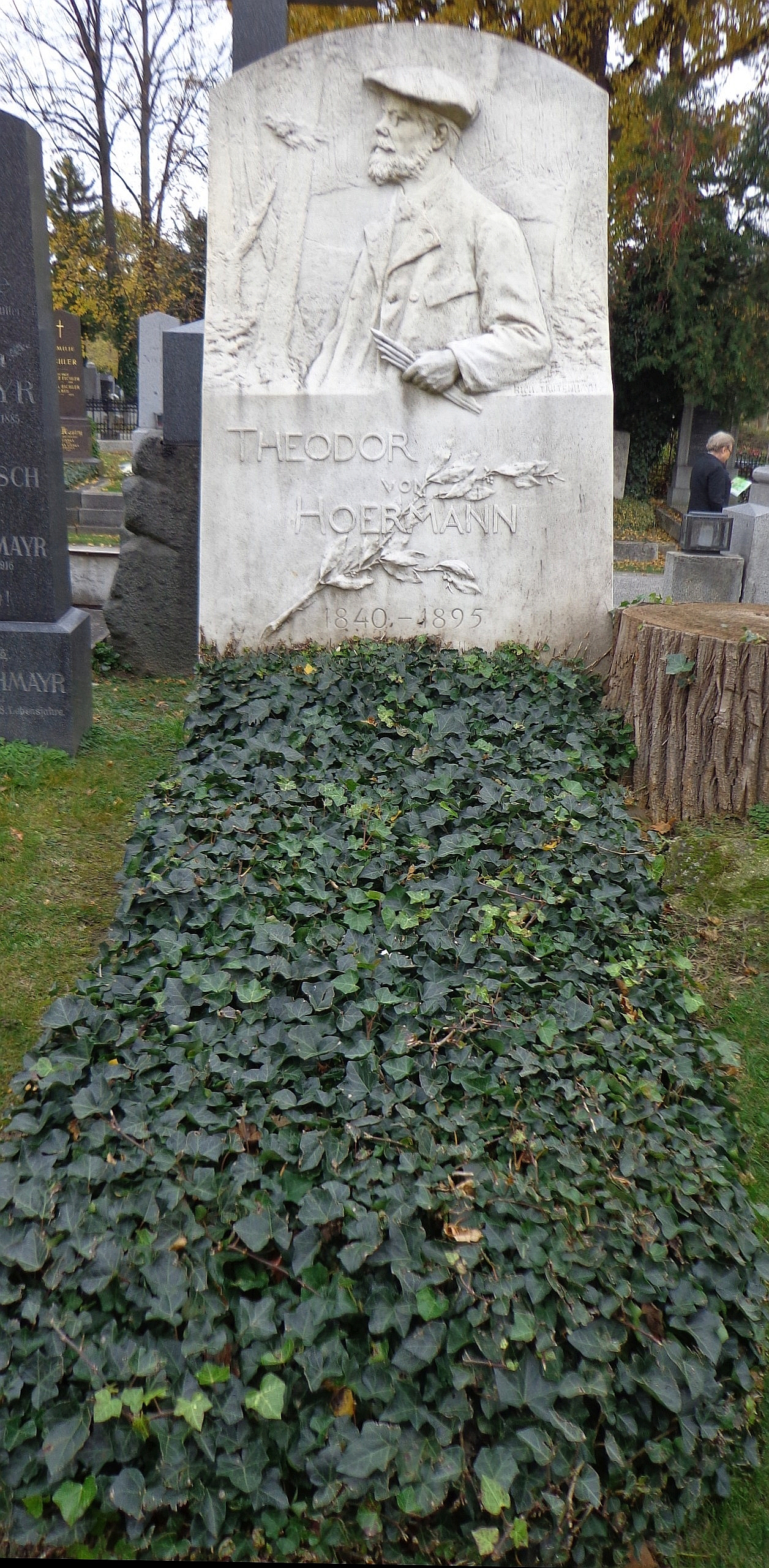
Wiener Zentralfriedhof – Ehrengrab von Theodor von Hörmann

Theodor von Hörmann diente zunächst in der kaiserlich-österreichischen Armee und nahm am Sardinischen Krieg 1859 und am Deutschen Krieg 1866 teil. Er erreichte dabei den Dienstgrad eines Oberleutnants.
Von 1873 bis 1875 studierte er an der Wiener Akademie der bildenden Künste bei Eduard Peithner von Lichtenfels und Anselm Feuerbach. Er wurde 1875 Lehrer für Freihandzeichnen und Fechten an der Militärunterrealschule in Sankt Pölten.
Er heiratete 1884 Laura Bertuch und beendete seinen Militärdienst. Danach unternahm er Studienreisen. Besonders sein Aufenthalt in Paris 1886–1890 beeinflusste ihn stark im Sinne des Impressionismus. 1890 übersiedelte er nach Znaim und kam 1893 nach Wien. Hier wurde er 1895 Mitglied des Künstlerhauses.
Auf einer Reise nach Italien starb Hörmann 1895 in Graz. Er wurde auf dem Wiener Zentralfriedhof (Ehrengräber, Gruppe 31A, Reihe 2, Grab Nr. 14) beigesetzt,. Sein Grabdenkmal wurde von Richard Karl Tautenhayn (* 29. März 1865 Wien; † 12. März 1947 Wien) gestaltet, der in Znaim unterrichtete.

## Leistung
Theodor von Hörmann war Landschaftsmaler und kann stilistisch dem österreichischen Stimmungsimpressionismus zugerechnet werden. Seine Landschaften entstanden immer nach der Natur und zeichneten sich durch eine starke Farbigkeit aus, die von seinen Zeitgenossen nicht sehr geschätzt wurde. Sie werden des Öfteren durch Figurenstaffage aufgelockert. Unter dem Einfluss von Emil Jakob Schindler änderte er knapp vor seinem Tod widerstrebend seinen bisherigen Stil, was ihm Anerkennung einzubringen begann. Seine Bedeutung wurde aber erst nach seinem Tod in umfassender Weise gewürdigt. Hermann Bahr bezeichnete ihn als den ersten Secessionisten.

## Werke
- Waldbach bei Lilienfeld im Winter (St. Pölten, Museum Niederösterreich, Inv. Nr. 5224), 1878, Öl auf Leinwand
- Steinbruch (St. Pölten, Museum Niederösterreich, Inv. Nr. 5437), um 1883, Öl auf Holz
- Holzschlag bei Rekawinkel (St. Pölten, Museum Niederösterreich, Inv. Nr. 6207), 1883, Öl auf Leinwand
- Hanfwäscherinnen bei Gödöllö (Linz, Oberösterreichisches Landesmuseum, Inv. Nr. G 1995), Öl auf Mahagoni, 19,5 × 40 cm
- Der Künstler und seine Frau (St. Pölten, Museum Niederösterreich, Inv. Nr. 6430), um 1890, Öl auf Leinwand, 55,3 × 37,8 cm
- Beerensammlerin (St. Pölten, Museum Niederösterreich, Inv. Nr. 5149), nach 1890, Öl auf Holz, 47,7 × 36,5 cm
- Der Maler im Blumengarten (Innsbruck, Landesmuseum Ferdinandeum, Inv. Nr. Gem 986), um 1892, Öl auf Leinwand, 37 × 58 cm
- Znaim im Schnee II (Wien, Österreichische Galerie Belvedere), 1892, Öl auf Leinwand, 79 × 100 cm
- Esparsettenfeld bei Znaim II (Wien, Österreichische Galerie Belvedere), um 1893, Öl auf Leinwand auf Holz, 22 × 48 cm

## Ausstellungen
- Theodor von Hörmann. Von Paris zur Secession. Wien, Leopold Museum (2016)